# 신한솔
신한솔은 대한민국의 영화 감독, 각본가이다.
2000년 35mm 단편 영화 《솜사탕》을 부성철과 공동 연출하여 영화계에 데뷔했으며, 두번째 단편 《염소가족》은 밴쿠버영화제,로테르담영화제 등 국제영화제에 초청되며 화제가 되었다. CJ투자배급인 극장용 장편 《싸움의 기술》을 각본,감독했으며, 2008년에 쇼박스 투자배급으로 봉태규,윤여정 주연의 뮤지컬사극 《가루지기》를 각본,감독했다. 이후 김수미,정만식,이태란 주연의 헬머니를 각본,감독했고, 박성웅,진영,라미란 주연의 내 안의 그놈 등을 집필했다.

## 작품
- 《솜사탕》(2000)
- 《염소 가족》(2001)
- 《싸움의 기술》(2005)
- 《가루지기》(2008)
- 《헬머니》(2015)

## 참고 자료
- 신인 감독 3인의 현장 (3)-신한솔 감독의〈싸움의 기술〉